# Oedopeza fleutiauxi
Oedopeza fleutiauxi är en skalbaggsart som först beskrevs av Jean François Villiers 1980.  Oedopeza fleutiauxi ingår i släktet Oedopeza och familjen långhorningar.
Artens utbredningsområde är:
- Guadeloupe.
- Dominica.

Inga underarter finns listade i Catalogue of Life.